# Amnesia: The Dark Descent
Amnesia: The Dark Descent er et Horror Action Survival spil lavet af Frictional Games, der også er kendt for Penumbra-serien.

## Historie
Amnesia: The Dark Descent finder sted i 1839, i Østprøjsen. Spillets hovedperson er Daniel, en ung mand, der vågner op med amnesi, deraf spillets titel, Daniel har efterladt en note til sig selv, der advarer ham om at en 'Shadow' forfølger ham og at han må stoppe slottets ejer Alexander af Brennenburg. Det er Daniels opgave at komme helskindet igennem dette makabre slot imens han efterhånden får mere og mere af sin hukommelse tilbage.
Men Daniel er ikke alene i slottets mørke gange, han bliver snart forfulgt af de mest utænkelige skabninger, som Alexander har sendt efter ham, for at forhindre ham i at slippe væk. Monstrene patruljerer som regel på gangene, men kan til tider også finde på at skjule sig inde i rum som Daniel skulle komme forbi. Hele humlen med dette er, at Daniel ikke har nogen mulighed for at forsvare sig, i stedet må han stikke af eller gemme sig i det nærmeste klædeskab.
Gennem spillet, skal Daniel løse en række puslespil for at kunne fortsætte på sin skrækkelige rejse. Daniel finder efterhånden ud af hvilken skrækindjagende person han har været, og at han drak en forglemmelses-eliksir for at miste hukommelsen.
Når Daniel er nået halvvejs gennem Brennenburg, møder han den forpinte mand Agrippa, som Alexander har taget til fange. Agrippa beder Daniel om hjælp med at blive befriet fra sin døende krop, spilleren kan til slut vælge at tage Agrippa's hoved med sig.
Så snart Daniel møder Alexander i "The Inner Sanctum", hvor baronen er ved at udføre sit ritual for at kunne komme "hjem", har man en række muligheder.
1. Daniel kan vælte stolperne der er forbundet til portalen, og på den måde forhindre Alexander's ritual. Dette vil resultere i Alexander's død, eftersom Skyggen straks vil finde vej derind. Dernæst forlader Daniel Brennenburg Slot, imens han reflekterer over hvorvidt han fortryder det han har gjort.
2. Daniel kan kaste Agrippa's hoved ind i portalen, så snart den åbner, hvilket resulterer i den gode slutning. Daniel vågner i et overnaturligt sted, hvor han hører Agrippa's stemme, der fortæller at alt nok skal gå godt. Han beder sin elev, Johann Weyer om at hjælpe Daniel herefter.
3. Daniel kan vælge at gøre intet, i så fald vil Alexander vende hjem via portalen og Daniel vil blive dræbt af The Shadow, der finder ham i "The Inner Sanctum". Dette kan også foretages tidligere i spillet, da Daniel bliver låst inde i en fængselscelle. Dette er den dårlige slutning.
Der er intet rigtigt mål med spillet, Frictional Games fortæller inden spillets start, at man ikke bør spille for at vinde, men derimod at få en anderledes og uhyggelig oplevelse. Derfor råder de også én til at sidde alene i et mørkt rum, med headphones på, og spille spillet, for at få den ultimative oplevelse.

## Personer
- Daniel: Daniel er hovedpersonen i Amnesia, han har tidligere i sit liv hjulpet Alexander med at udføre sine inhumane eksperimenter på både dyr og mennesker. Gennem spillet får Daniel en række flashbacks, der tyder på at hans hukommelse langsomt vender tilbage til ham. Før Daniel mødte Alexander og blev besat af 'The Shadow', var han på en rejse til Algeriet med Professor Herbert, der havde en forbindelse til Alexander, for at udføre en række udgravninger. Under en udgravning styrter en hule sammen over Daniel og han bliver lukket inde. Sådan stødte Daniel ved et uheldigt tilfælde på Orb-krystallen, der også er skyld i at han bliver besat af Skyggen, Orb'en har så at sige frelst ham men også fordømt ham til at lide en hæslig skæbne, hvis han ikke kan får gjort op med Alexander og fri sig selv for dette levende mareridt.

- Alexander af Brennenburg: Alexander er baron af Brennenburg Slottet og spillets 'ærkefjende'. Alexander har udført en række umenneskelige forsøg på sine mænd og forvandlet dem til de monstre, der patruljerer Brennenburg Slottets gange. Alexander ønsker brændende at "komme hjem" til sin egen verden, derfor har han brug for Daniel's hjælp, da han skal bruge et offer til sit ritual. Undervejs i spillet kontakter Alexander, Daniel, vha. telepati og råder ham til at vende om og beklager at han er nødt til at standse ham, så han ikke ødelægger Alexander's planer. Gennem spillet finder man nogle cylindere, der indeholder memorier fra Alexander, der fortæller hvor meget han længes efter sit eget hjem.

- Agrippa: Heinrich Cornelius Agrippa er en historisk person, og Johann Weyer's læremester. Agrippa var den første der kom i besiddelse af en Orb, men var i stand til at slippe fri af den dertilhørende Skygge, derfor har Alexander spærret den arme Agrippa inde på sit slot og forpint ham, samt skåret hans kæbe af. Dette forhindrer dog ikke Agrippa i at være uregelmæssigt snaksagelig og han bliver Daniel's hjælp gennem Brennenburg's torturkamre. Alexander's plan var at få Agrippa til at hjælpe sig af med Daniel's Skygge, men uden held.

- Professor Herbert: En professor man kun hører om i spillet; han fulgtes med Daniel til Algeriet for foretage arkæologi. Herbert var Daniel's lærer og havde en vis forbindelse til Alexander af Brennenburg. Da Daniel går gennem vinkælderen, får spilleren indsigt i hvad der er sket med Herbert og hans mænd. De er blevet lukket inde i vinkælderen, men ser det kun som et stort held og begynder at drikke sig fulde. De finder dog snart ud af at Alexander har forgiftet vinen, så deres kroppe begynder at blive deforme og forvrænges til frygtelige, umenneskelige væsner der bliver til de monstre Daniel møder på sin vej gennem slottets dunkle gange.

- The Shadow: Den usynlige kraft, der jager Daniel gennem Brennenburg Slot. Daniel kom i besiddelse af denne kraft, da han også fandt The Orb på sin rejse til Algeriet. Siden da har Skyggen forfulgt Daniel, og dræbt alle og enhver han har bedt om hjælp, eller som har forsøgt at hjælpe ham. Det eneste "synlige" ved Skyggen man ser, er de røde materie der findes på mange af slottets vægge og som kan skade Daniel og afskære ham vejen videre gennem slottet. Efterhånden som Skyggen kommer nærmere Daniel, bliver mængden af slim eller materie større. Skyggens kraft kan også få slottet til at ryste, som ved et jordskælv, eller forsage at Daniel besvimer.

- Gatherers: Der findes to slags Gatheres, eller monstre, i Amnesia-verden. Disse var engang Wilhelm og hans mænd, der takket være Alexander, muterede til disse hæslige skabninger. Brutes og Grunts. Grunts er de første, og de hyppigste, Daniel møder på sin vej gennem Brennenburg, deres kendetegn er deres ansigt, der mest af alt ligner en deform frø med en abnormt hængende kæbe. Disse patruljerer for det meste i vinkælderen og fængselscellerne. Disse kaldes af fans "Drengen" eller "Mr. Face", pga. det obskure ansigt. Brutes er den værre slags af monstre, Daniel støder på. Brutes kan dræbe med ét slag og skulle være langt hurtigere end Grunts. Brutes' ansigter består udelukkende af en mund, de går klædt i metalliske genstande og har et sværd som venstre arm. Disse ses første gang i Brennenbrug's kloak, de refereres til som "Mr. Tall" af fans, pga. deres højde i forhold til, de mindre, Grunts.

- Water Lurkers/Kaernk: Også kaldet "Invisible Water Monster". Bogstaverne i Kaernk kan byttes om, så det danner ordet "Kraken", hvilket er et mytisk havmonster. "The Invisible Water Monster" er som navnet hentyder usynlige monstre, der vandrer omkring i kælderen, så snart denne fyldes med vand. Eftersom de er usynlige er de meget lumske at komme forbi, disse skal distraheres med legemsdele fra afdøde mennesker. Disse monstres kendetegn er de plaskelyde, de laver når de nærmer sig Daniel. Monstrene kan kun dræbe eller skade Daniel, mens han befinder sig i vandet. Står han over vandstanden, er der ingen fare.

## Andre medier
Den 12. april 2011 udkom sidehistorien, Amnesia Justine, via Steam. Alle spillere der havde købt deres kopi af Amnesia fra Steam, har glæden af at opleve dette nye, gruopvækkende eventyr.
Som titlen hentyder, spiller man som kvinden Justine, der skal kæmpe sig vej gennem en kælder og samtidigt redde nogle stakkels ofre, inden et nyt monster forsøger at dræbe hende.
Justine har dopet sig selv, så hun mister hukommelsen ligesom Daniel gjorde, i virkeligheden befinder hun sig i sin egen kælder, og de tre monstre undervejs er hendes venner/elskere; Malo, Alois og Basile. Justine har efterladt grammofon-optagelser til sig selv, der både giver indsigt i hendes liv samt fortæller at hun selv har gjort sine venner til monstre. For eksempel er der en optagelse hvor hun får Basile til at sige "Your beauty is blinding", hvorefter hun prikker øjnene ud på ham.
Justine er en meget sadistisk kvinde, der lider af en eller flere psykiske lidelser og har absolut ingen moral i livet.

Undervejs finder hun breve i kælderen, deriblandt et fra Daniel og Professor Herbert, der diskuterer med Justine's far om hendes uheldige tilstand. Til slut finder man ud af at Justine flere gange har dopet sig selv og taget denne tur gennem sin kælder, blot for sjovs skyld. Da hun er på vej op fra kælderen vender hun tilbage til sit sædvanlige liv.